# Алькатрас (в'язниця)
37°49′37″ пн. ш. 122°25′23″ зх. д. / 37.8269° пн. ш. 122.423° зх. д.
В'язниця Алькатрас (Федеральний пенітенціарний центр Алькатрасу або Пенітенціарна установа США, острів Алькатрас) неофіційно відома як «Скеля» (англ. The Rock) була федеральною в'язницею на острові Алькатрас, що в 1,25 км від узбережжя Сан-Франциско у штаті Каліфорнія, США. У 1850 році за указом Президента США на острові почали будівництво форту для захисту затоки внаслідок «золотої лихоманки». Згодом форт почав використовуватися військовими для розміщення ув'язнених. У 1909 році армія знесла його, залишивши тільки фундамент, а до 1912 року для ув'язнених було побудовано нову будівлю. 21 березня 1963 в'язницю було закрито. Сьогодні острів перетворено на музей, куди ходять туристичні катери з «Рибацької пристані», що у Сан-Франциско.

## Історія
Розташування в середині затоки з крижаною водою і сильними морськими течіями забезпечувало природну ізоляцію острова. Завдяки цьому Алькатрас незабаром став розглядатися армією США як ідеальне місце для утримання військовополонених. У 1861 році на острів почали прибувати перші військовополонені Громадянської війни з різних штатів, а в 1898 році внаслідок Іспано-американської війни кількість військовополонених зросла з 26 до більш ніж 450 осіб. У 1906 році, після землетрусу в Сан-Франциско, що знищив більшу частину міста, сотні цивільних ув'язнених були переміщені на острів з міркувань безпеки. У 1912 році побудовано великий тюремний корпус, і до 1920 року триповерхову споруду практично повністю заповнено ув'язненими.

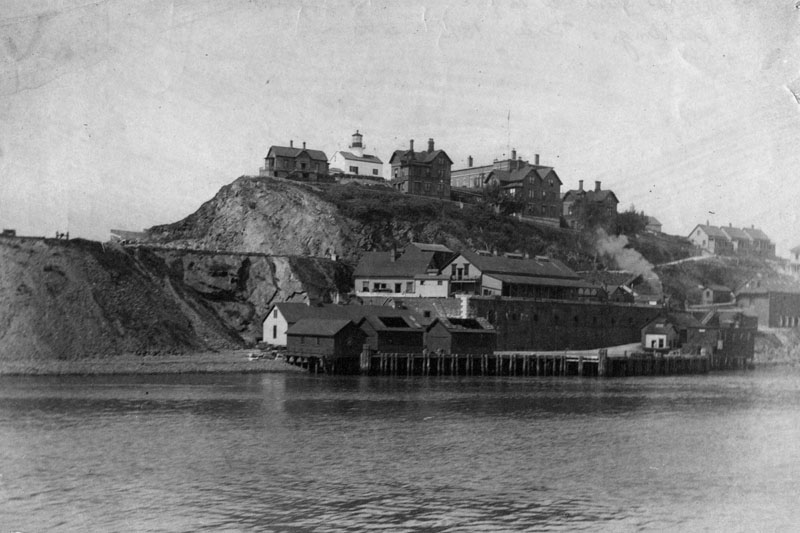
Острів Алькатрас в 1895 році

Алькатрас став першою армійською в'язницею тривалого утримання і почав завойовувати репутацію місця з жорстоким ставленням до порушників, які стикалися з суворими дисциплінарними заходами. Покаранням могло служити призначення на важкі роботи,  одиночний ізолятор з обмеженим раціоном з хліба і води, і цим список не обмежувався. Середній вік ув'язнених військовослужбовців склав 24 роки, і більшість відбувала короткі терміни ув'язнення за дезертирство. Були й ті, хто відбував тривалі терміни за непокору командирам, фізичне насилля, крадіжки чи вбивство.
Цікавим елементом військового порядку була заборона перебування в камерах в денний час, за винятком особливих випадків примусового ув'язнення. Ув'язнені військовослужбовці високого рангу могли вільно переміщуватися по території в'язниці, за винятком приміщень охорони, що розташовувалися рівнем вище.
Попри суворі дисциплінарні заходи, що застосовувалися до злочинців, режим тюрми не був суворим. Багато ув'язнених виконували роботи по господарству для сімей, що проживали на острові, а обраним іноді довіряли доглядати за дітьми. Деякі користувалися вразливістю організації охорони в'язниці для втечі. Всупереч всім старанням, більшості втікачів не вдавалося дістатися до берега і доводилося повертатися назад, рятуючись від крижаної води. Ті, хто не повертався, гинув від переохолодження.
За десятиліття порядки в'язниці стали ще м'якшими. Наприкінці 1920-х років ув'язненим дозволили побудувати поле для бейсболу і навіть носити власну бейсбольну форму. Армійське командування організувало змагання з боксу між ув'язненими, що проводилися вечорами щоп'ятниці. Поєдинки були дуже популярні, часто цивільні особи з Сан-Франциско приїздили на Алькатрас тільки задля того, щоб їх подивитися.
Через високі витрати на утримання, пов'язаних з місцем розташування, Міністерство оборони вирішило закрити цю відому в'язницю в 1934 році, і вона була передана на утримання Міністерству юстиції.

### Федеральна в'язниця
У період Великої депресії (кінець 1920-х — середина 1930-х років) сильно зріс рівень злочинності й почалася ера організованої злочинності. Великі мафіозні сім'ї та окремі банди вели війну за сфери впливу, жертвами якої нерідко ставали мирні громадяни та служителі порядку. Гангстери контролювали владу в містах, багато чиновників отримували хабарі та закривали очі на злочини.

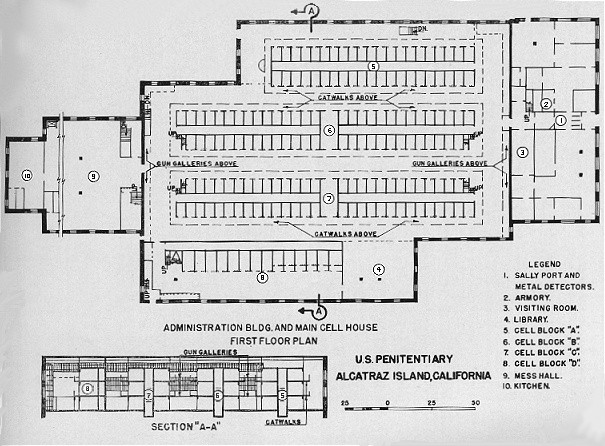
План в'язниці

У відповідь на злочини гангстерів уряд вирішив знову відкрити Алькатрас, але вже як федеральну в'язницю. Алькатрас задовольняв основним вимогам: розмістити небезпечних злочинців далеко від суспільства і налякати інших злочинців, які ще перебували на свободі. Голова Федеральних в'язниць Санфорд Бейтс (англ. Sanford Bates) і генеральний прокурор Гомер Каммінгс (англ. Homer Cummings) ініціювали проєкт реконструкції в'язниці. Для цього був запрошений Роберт Бердж (англ. Robert Burge), на той момент один з найкращих експертів у галузі безпеки. Він і повинен був перепроєктувати в'язницю. При реконструкції залишили недоторканим тільки фундамент, а саму будівлю було повністю перебудовано.
У квітні 1934 військова в'язниця отримала нове обличчя і нову спрямованість. До реконструкції решітки та прути були дерев'яними — їх замінили на сталеві. У кожну камеру було проведено електрику, а всі службові тунелі були замуровані, щоб унеможливити проникнення в них ув'язнених для укриття і подальшої втечі. По периметру тюремного корпусу вище камер були розміщені спеціальні зброярні, які дозволяли охоронцям нести вахту, бувши захищеними сталевими прутами.
Тюремна їдальня, як найвразливіше для бійок і колотнеч місце, була обладнана вмістилищами зі сльозогінним газом, які знаходилися на стелі й керувалися дистанційно. Вежі охорони були розміщені по периметру острова в найбільш стратегічно відповідних місцях. Двері були обладнані електричними датчиками. Тюремний корпус загалом містив  600 камер і був розбитий на блоки А, B, C і D, тоді як до реконструкції кількість ув'язнених ніколи не перевищувало 300 осіб. Блок D вважався найсуворішим блоком, в ньому перебували найнебезпечніші злочинці. Введення нових заходів безпеки, разом з холодними водами затоки Сан-Франциско, створювало надійний бар'єр навіть для найзатятіших злочинців.

### Начальник

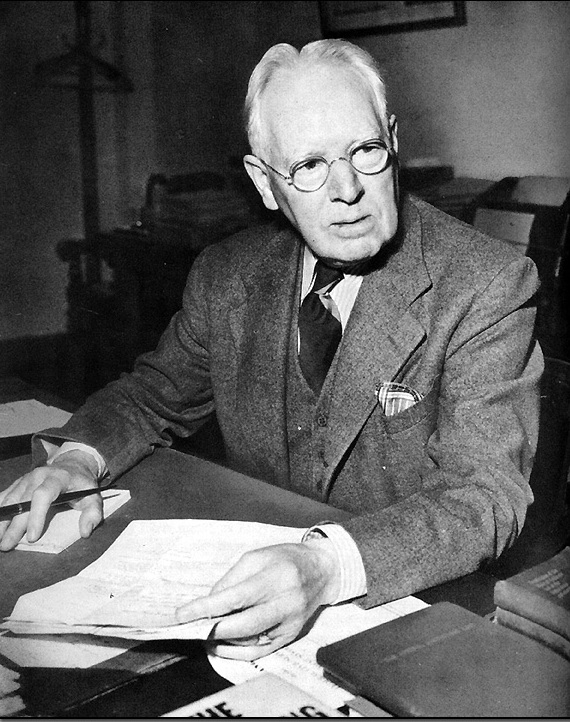
Джеймс А. Джонстон

Нова в'язниця потребувала і нового начальника. Федеральне Бюро тюрем (англ. Federal Bureau of Prisons) вибрало на цю посаду Джеймса А. Джонстона (англ. James A. Johnston). Джонстона обрано за його строгі принципи й гуманний підхід до виправлення злочинців для повернення їх у суспільство. Він також став відомим завдяки реформам на благо ув'язнених.
До Алькатраса Джонстон обіймав посаду директора у в'язниці Сан-Квентін, де ввів кілька успішних освітніх програм, що сприятливо подіяли на більшість ув'язнених. Водночас Джонстон був прихильником суворої дисципліни. Його правила були найжорсткішими у виправній системі, а покарання найсуворішими. Джонстон не раз був присутній при повішенні в Сан-Квентіні та знав, як треба поводитися з найзатятішими злочинцями.

### Тюремне життя
До ув'язнення в Алькатрасі не засуджували судді, туди зазвичай переводили особливо "буйних" ув'язнених з інших в'язниць. Добровільно вибрати Алькатрас для відбування терміну ув'язнення не дозволялося. Хоча для деяких гангстерів робили винятки, серед яких Аль Капоне, Кулемет Келлі (в ті роки «ворог держави № 1») тощо.
Правила в Алькатрасі кардинально змінилися. Тепер кожен ув'язнений мав тільки власну камеру і мінімальні привілеї на отримання їжі, води, одягу, медичної та стоматологічної допомоги. Ув'язненим в Алькатрасі заборонялося мати будь-які особисті речі. Отримання привілеїв на спілкування з відвідувачами, відвідування тюремної бібліотеки й можливість писати листи в'язень мав заслужити працею і бездоганною поведінкою. За найменшу провину всі привілеї знімалися. Будь-які ЗМІ в Алькатрасі були заборонені, зокрема і читання газет. Всі листи, як і в будь-якій іншій в'язниці, коректувалися тюремним чиновником.
У начальників федеральних в'язниць було право перевести будь-якого ув'язненого в Алькатрас. Попри поширену думку, в Алькатрасі містилися не тільки гангстери й особливо небезпечні злочинці. Алькатрас наповнювався з інших тюрем втікачами та бунтарями або тими, хто систематично порушував режим утримання. Звичайно, були й гангстери, але більшість з них засудили до смертної кари.

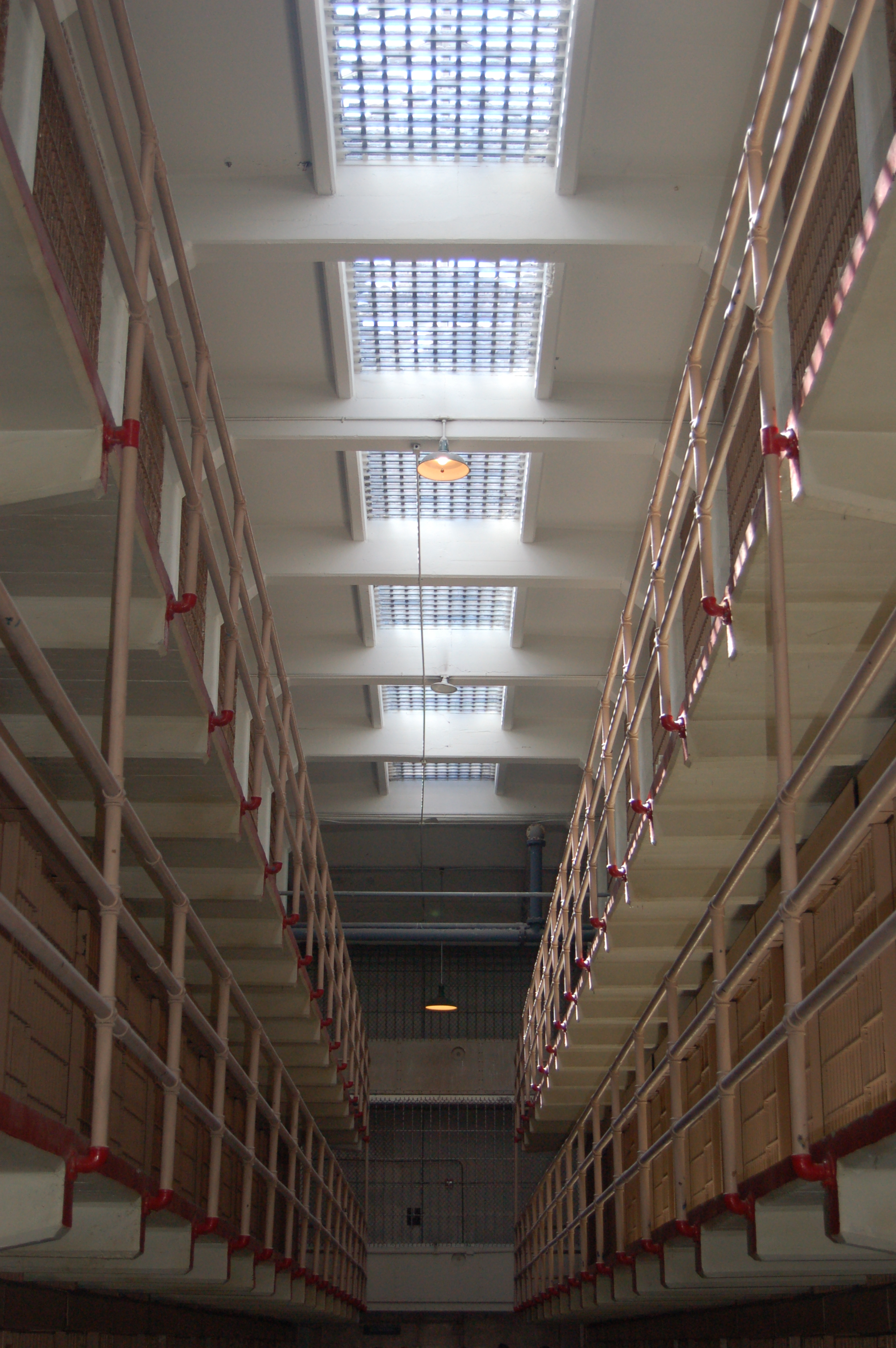
"Бродвей"

Тюремне життя починалося з підйому о 6:30, в'язням давали 25 хвилин на прибирання в камері, після чого кожен в'язень повинен був підійти до решітки камери для переклику. Якщо всі були на місці о 6:55, індивідуальні ряди камер відчинялися один за іншим, і ув'язнені рухалися в тюремну їдальню. Їм відводилося 20 хвилин на сніданок, потім їх шикували в шеренгу для роздачі тюремних робіт. Одноманітний цикл тюремного життя був невблаганний, і його не міняли протягом багатьох років. Головний коридор тюремного корпусу ув'язнені називали «Бродвеєм», а камери на другому ярусі вздовж цього проходу були найбажанішими у в'язниці. Інші камери розташовувалися внизу, були холодними, й повз них часто проходив персонал і ув'язнені.
У перші роки роботи Алькатраса начальник Джонстон підтримував «політику тиші» — ув'язнених змушували утримуватися від будь-яких звуків протягом довгого часу, яку багато ув'язнених вважали найважчим покаранням. Було багато скарг із вимогою її скасування. Ходили чутки, що кілька ув'язнених збожеволіли через це правило. Пізніше політика тиші була скасована, й це — одна з небагатьох змін правил на Алькатрасі.
У східному крилі розташовувалися одиночні камери ізоляторів. У них не було навіть повноцінного туалету: просто діра, зливом якої керував охоронець. В ізолятор поміщали без верхнього одягу і на мізерний пайок. У дверях камери була вузька щілина для передачі їжі, яка завжди була замкнена, залишаючи ув'язненого в повній темряві. Зазвичай в ізолятор поміщали на 1-2 дні. У камері було холодно, а матрац видавали лише на ніч. Це вважалося найсуворішим покаранням за серйозні порушення й погану поведінку, й цього покарання боялися всі ув'язнені.

### Закриття в'язниці

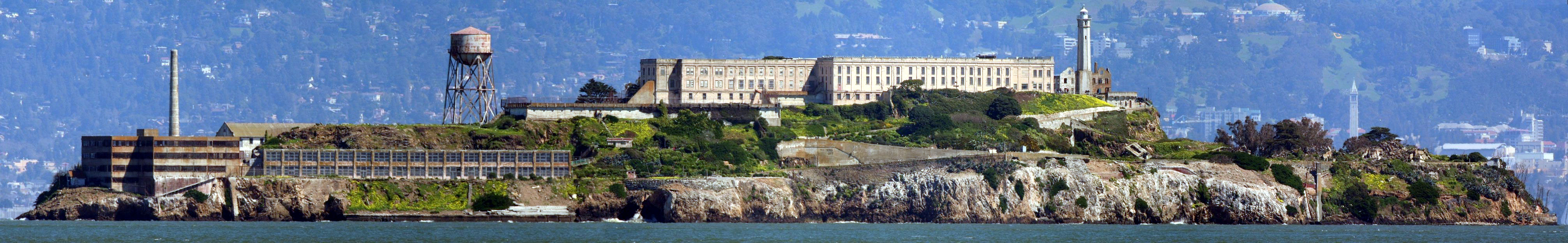
Панорама Алькатраса 2006 року

21 березня 1963 в'язницю на Алькатрасі закрили. Згідно з офіційною версією, це було зроблено через надто великі витрати на утримання ув'язнених на острові. В'язниця вимагала ремонту на суму близько 3-5 мільйонів доларів. Крім того, утримання ув'язнених на острові було занадто дороге в порівнянні з материковою в'язницею, оскільки все регулярно доводилося завозити з материка.
Після закриття обговорювалося безліч способів подальшого використання острова — наприклад, пропонувалося розмістити там монумент ООН. У 1969 році група індіанців від різних племен переселилася на острів, фактично захопивши його. Зроблено це було завдяки федеральному закону про вільне переселення індіанців 1934 року. Під час проживання на острові індіанці палили в будівлях великі багаття, розмальовували стіни. Від вогню будинок відпочинку охорони отримав сильні пошкодження, чверть казарм берегової охорони й будинок начальника в'язниці, також суттєві пошкодження отримали багато квартир у житлових будинках на острові. Однак індіанці на острові довго не затрималися, і в червні 1971 року за рішенням уряду США вони були вигнані з Алькатраса. Написи на стінах можна побачити й зараз. У 1971 році острів зробили частиною Національної зони відпочинку «Золоті ворота». У 1973 році острів відкрили для туристів, і тепер його щорічно відвідують близько мільйона осіб.

## Втечі з Алькатраса
За 29 років експлуатації в'язниці, ймовірно, не здійснено жодної успішної втечі. Зважаючи на те, що п'ятьох ув'язнених, які намагалися втекти, знайти не вдалося (ні живими, ні мертвими), стверджувати напевне не можна. Всього тридцять чотири в'язні організували 14 спроб втечі, двоє намагалися втекти двічі; сімох застрелили, двоє потонули, п'ять зникли безвісти, інших вдалося схопити й повернути назад за ґрати. Двоє ув'язнених намагалися відплисти від острова: один у 1945 році, другий у 1962 році. Найбільш відчайдушну спробу втечі, що отримала назву «Битва за Алькатрас», здійснено в 1946 році. Під час неї вбито трьох ув'язнених і двох охоронців; двох ув'язнених згодом страчено за участь у бунті.
Червень 1962  — Френк Моріс та брати Енґліни здійснили успішну[?], досі не спростовану втечу.

## Невдалі спроби втечі

### Маловідомі
23 квітня 1936 — Джо Баверс (англ. Joe Bowers), працюючи у печі для спалювання відходів, раптово почав вилазити на паркан. Охоронець із західної вежі зробив попереджувальний постріл. Джо його проігнорував і наступної миті отримав поранення. Він упав за огорожу і, пролетівши 15-30 метрів, помер від отриманих травм.
16 грудня 1937 — Теодор Коул (англ. Theodore Cole) і Ральф Роу (англ. Ralph Roe), працюючи в майстерні з обробки заліза, виготовили інструменти, за допомогою яких вони виламали віконну раму, коли охоронець залишив їх без нагляду. Але їм не пощастило: того дня був сильний туман і шторм, тому, на думку багатьох, вони загинули в суворих водах затоки Сан-Франциско. Можливо, вони й змогли доплисти, але це малоймовірно. За офіційною версією вважаються зниклими безвісти.
23 травня 1938 — Джеймс Лімерік (англ. James Limerick), Джиммі Лукас (англ. Jimmy Lucas) і Руфус Френклін (англ. Rufus Franklin), що працювали в деревообробному цеху, завдали беззбройному охоронцеві на ім'я Рой Клайн смертельного удару молотком по голові. Після цього піднялися на дах і спробували знешкодити охоронця, що чергував у вежі. Охоронець Гарольд Стайтс не розгубився й відкрив по них вогонь. Лимеріка смертельно поранило і він помер на місці. Лукаса і Френкліна затримали й пізніше засудили на довічне ув'язнення за вбивство Роя Клайна.
13 січня 1939 — Артур Баркер на прізвисько «Док» (англ. Arthur «Doc» Barker), Дейл Стемфілл (англ. Dale Stamphill), Вільям Мартін (англ. William Martin), Генрі Янг (англ. Henry Young) і Руфус Маккейн (англ. Rufus McCain) перебували в блоці D. Баркер зауважив, що в цьому блоці не вистачило грошей на те, щоб замінити решітки на міцніші. Зробивши саморобну ножівку, він розпиляв два прути й щоночі вибирався з камери, опускаючи розпиляні прути вниз, а коли підходив охоронець, залазив назад в камеру й підіймав прути, щоб не розкрити підготовку до втечі. Він підіймався на віконні ґрати, розсовував прути спеціальним інструментом, зробленим зі сталевого стрижня з нарізкою, на який накручував болт і сталеву трубку, потім пролазив між ними й пиляв решітку, яка була не такою міцною. Вночі 13 січня він вибрався з камери й звільнив своїх спільників. Всі п'ятеро вибралися через вікно і побігли до берегової лінії, збираючи дерев'яні палиці та інше плавуче сміття. На березі вони роздяглися, позв'язували палиці й прив'язали до них інше плавуче сміття — сказати коротко, зробили пліт. Коли пліт був майже готовий, охоронець в тюремному корпусі виявив розпиляні ґрати. Охорона почала пошуки втікачів і охоронець на вежі помітив їх біля західного берега. Охорона побігла туди, Мартін, Янг і Маккейн здалися, а Баркер побіг у воду. Охоронці відкрили вогонь і куля влучила йому між хребтом і лопаткою. Стремфілл побіг убік, але отримав поранення в ногу. Важкопоранений Баркер помер у лікарні два дні потому.
21 травня 1941 — Джо Кретцер (англ. Joe Cretzer), Сем Шоклі (англ. Sam Shockley), Арнольд Кайл (англ. Arnold Kyle) і Ллойд Баркдолл (англ. Lloyd Barkdoll) під час виправних робіт захопили кількох охоронців у заручники. Охоронці, серед яких Пол Медіган (якого пізніше призначили третім директором Алькатраса), зуміли переконати ув'язнених, що їм однаково не вийде втекти з острова, й ті здалися.
15 вересня 1941 — під час прибирання території Джон Бейлесс (англ. John Bayless) спробував втекти. Він успішно дістався води, але далеко від острова відплисти не зміг. Крижана вода змусила його повернутися на острів. Згодом його доправили на суд до Сан-Франциско. Там Бейлесс спробував втекти знову, вже з зали суду, і знову невдало.
14 квітня 1943 — Джеймс Борман (англ. James Boarman), Гарольд Брест (англ. Harold Brest), Флойд Гемільтон (англ. Floyd Hamilton) і Фред Гантер (англ. Fred Hunter) захопили двох охоронців у зоні тюремних робіт. Потім всі четверо вибралися через вікно назовні й рушили до берегової лінії. Один із захоплених охоронців зумів звільнитися й підняти тривогу. По тривозі охорона кинулася за втікачами, але на той час ув'язнені вже відпливли з острова. Одні охоронці стріляли по втікачах, що відпливали, а інші намагалися їх наздогнати. Гантера та Бреста зрештою спіймали. Бормана поранили й він потонув. Гамільтона не знайшли й вирішили, що він також втонув. Проте він протягом двох днів ховався в маленькій ущелині на береговій лінії, допоки його не схопили, коли той повернувся на територію, де працювали ув'язнені.
7 серпня 1943 — Гарон «Тед» Волтерс (англ. Huron «Ted» Walters), зник з тюремної пральні. Його спіймали на береговій лінії ще до того, як він встиг ступити у воду.
31 липня 1945 — одна з найвинахідливіших спроб втечі. Джон Джайлз (англ. John Giles) працював в тюремній пральні, у якій прали, крім тюремних речей, ще й армійську форму. Джайлсу вдалося викрасти повний комплект форми, і він, переодягнувшись, вийшов з в'язниці, впевнений, що вже на волі. План його полягав у тому, щоб вирушити на обід з «колегами» в Сан-Франциско, а там сховатися. Однак йому не пощастило: цього дня військовослужбовці обідали на острові Енджел (англ. Angel Island), а не в Сан-Франциско, як він припускав. Крім того, його відсутність у в'язниці швидко помітили. Тому, тільки-но Джайлс опинився на острові Анджел, його схопили й відправили назад в Алькатрас.
23 липня 1956 — Флойд Вілсон (англ. Floyd Wilson) зник з робіт у доці. Протягом декількох годин він ховався в скелях берегової лінії. Після того, як його помітила охорона, здався.
29 вересня 1958 — прибираючи сміття, Аарон Берджетт (англ. Aaron Burgett) і Клайд Джонсон (англ. Clyde Johnson) оглушили охоронця і спробували плисти. Джонсона зловили у воді, але Берджетт зник. Інтенсивні заходи пошуку не дали результату. Через два тижні тіло Берджетта знайдено в затоці Сан-Франциско.
16 грудня 1962 — Джон Пол Скотт (англ. John Paul Scott) і Дарл Паркер (англ. Darl Parker) працювали на кухні в підвалі, який охоронявся не так суворо, як інші ділянки тюремного корпусу. Там він пиляв ниткою, покритою абразивними матеріалами, один зі стриженів віконної решітки. Витративши більше як рік, він перепиляв ґрати, і 16 грудня Скотт і Паркер вилізли через вікно, дісталися берега, дістали гумові рукавички й плащі, напхали плащі надутими гумовими рукавичками й попливли через затоку. Паркера виявили знесиленого в 10 ярдах від Алькатраса, а Скотт все-таки дістався до берега, проте його віднесло сильним потоком припливної течії в сторону моря під мостом Золоті ворота; згодом його виявили ледь живим у Форт-Пойнті. Отримавши лікування у військовій лікарні, повернувся назад в Алькатрас.

## Відомі в'язні
- Роберт Страуд (англ. Robert Stroud), більш відомий як «Птахолов», потрапив в Алькатрас 1942 року. Провів 17 років на «Скелі», з яких шість у камері блоку D і одинадцять років в тюремній лікарні, оскільки був визнаний психічно нездоровим. Коли птахолова охоплював гнів і він не міг заспокоїтися в госпіталі, його садили в ванну з льодом: це вважалося найефективнішим засобом для душевнохворих. Коли Страудта перевели в Алькатрас йому заборонили розводити птахів, це було для нього великою втратою і спостерігати за ними він міг хіба що з вікна. Саме це і вважають причиною його психічних зривів і його смерті в 1963 році.
- Коли Аль Капоне (англ. Al Capone) потрапив в Алькатрас 1934 року, йому повідомили, що він не отримає жодних поблажливостей або привілеїв. Часто конфліктував з іншими ув'язненими й одного разу навіть отримав ножове поранення в тюремній перукарні.
- Джордж «Кулемет» Барнс (англ. George Machine Gun), потрапив в Алькатрас 4 вересня 1934 через викрадення нафтового магната. Начальник Джонстон вважав його зразковим ув'язненим, адже попри грізне прізвисько, він відрізнявся зразковою поведінкою і працював в тюремній пральні, поки не помер від серцевого нападу у свій день народження в 1954 році.
- Джеймс Болгер знаходиться в списку десяти найрозшукуваніших злочинців ФБР. Це чинний голова ірландсько-американської сім'ї «Банда зимових пагорбів», причетний до доброго десятку вбивств, рекету, вимагання, хабарництва тощо. У Алькатрас його перевели в 1959 році з в'язниці Атланти, але затримався він там всього на три роки.